# 影子 (小說)
《影子》是一部衛斯理系列中的小說，由香港科幻小說家倪匡所寫，系列編號36，與《雨花台石》一同出版。《影子》是一部氣氛陰森恐怖的小說。

## 故事大綱

### 神秘的古宅
衛斯理少年求學時，好友許信承受了一位堂叔的遺產，得到堂叔遺下的一所大宅。許信打算跟衛斯理分享大宅產權，所以叫衛斯理陪他一起進入大宅冒險。那座大宅地處荒郊。荒廢多時，而且鼠患嚴重。此時許信堂嬸帶同僕人阿尚搭車來，拿回當年匆忙離開大宅未帶走的珠寶。衛斯理趁機向阿尚了解當年許信堂叔一家人匆忙離開的原因，卻發現當年許信堂叔在大宅內遇到不明的事，幾日內匆匆搬離大宅，衛斯理覺得事有蹊蹺。

### 從抽屜走出來的黑影
許信與衛斯理後來在大宅內找到一疊銀洋，於是僱用一群同學去清理大宅，一個月後，大宅已清理完成。許信與衛斯理在搜查大宅內各個房間，發現有一鋼櫃內其中一個抽屜被鎖上。許信和衛斯理兩人認為一定有十分珍貴的東西收藏在抽屜內，故請鎖匠將抽屜的鎖打開。但他們打開抽屜，發現是空的。後來衛斯理找到一張許信堂叔寫下的便條，內容是指這大宅不能住人，因為有黑影介入自己的生活。跟著衛斯理與許信都看到，有一個人形黑影從抽屜走出來，嚇得衛斯理兩人立即離開大宅。

### 賣出大宅
後來許信與衛斯理返回大宅，遇到剛來到大宅的歷史系教授毛雪屏。原來毛雪屏教授之前在泰國一間古廟認識廟中一個老和尚，老和尚給毛教授看一件叫「古廟的幽靈」的物體，是一件圓球中出現的黑影。老和尚聲稱可以與那黑影溝通。後來毛教授有事離開古廟半年，回來時得知老和尚已圓寂，老和尚的遺物，包括藏著「古廟的幽靈」的圓球，卻變賣給其他人。毛教授後來查出那圓球被許信的堂叔買了，於是追查到許信的大宅處。毛教授知道許信已承繼大宅後，向許信買下巨宅。打算著手研究「影子」。許信決定將大宅賣給毛教授，之後拿了賣屋巨款，突然不知所終，衛斯理只知許信到過香港，再前往泰國。

### 影子的故鄉
多年後的今天，衛斯理在香港重遇上當年替大宅抽屜開鎖的鎖匠，得知那鎖匠在毛雪屏教授買下許信的大宅後，被毛教授聘請去開啟一木箱的鎖，開啟後看到木箱內的圓球，有一「影子」從圓球中出現。數日後大宅發生大火，之後毛教授和圓球都不知所蹤。此事激起衛斯理的好奇心，致電小郭要求查探毛雪屏教授下落，豈料小郭收到許信的委託尋找衛斯理。衛斯理與許信老友重逢，原來當年許信賣出大宅予毛教授當晚，他想研究「影子」，於是許信匆匆前住泰國那座毛教授提及的廟宇，居住多年，並且與一個「影子」結為好友。

### 不可思議的二次元生物
許信聲稱有了新發現，原來圓球及「影子」還有同類。原來在泰國古廟，有僧侶能與「影子」溝通，許信邀衛斯理前往泰國一起研究「影子」，衛斯理原本答應又反悔，結果許信自己返回泰國。衛斯理後來委派自己公司的職員到泰國聯絡許信，但該職員到泰國後發現古廟失火，許信、圓球及「影子」不知所終。

### 尾聲
衛斯理認為不可思議的二次元生物「影子」。這種生物單獨住在一顆小星球的隕石上。其實是一種外星人。

### 疑團
許信原本因為恐怕大宅中的「影子」，而將大宅賣給毛雪屏教授，但賣了大宅後，突然一百八十度改變想研究「影子」，並立即隻身前往泰國那廟宇研究「影子」多年，急忙至連向衛斯理道別也欠奉，其行為有違常理。倪匡好友葉李華後來在他的著作《衛斯理回憶錄》其中一部小說《同位》中，解開這疑團。原來當年許信母親認為時局將變，在許信取得賣出大宅的金錢後，就立即安排許信前往泰國，整件事與研究「影子」無關，而許信多年來亦在泰國過著富裕的生活，並非居於寺廟。而後來故事的發展至許信前往泰國研究「影子」，只是報館編輯背著衛斯理杜撰出來。
| 前任者： 035 魔磁 | 衛斯理系列（按編號） 036 影子、雨花台石                | 繼任者： 037 頭髮 |
| 前任者： 消失     | 衛斯理系列（按連載時序） 1969年10月16日至1969年12月4日 | 繼任者： 多了一個 |